# 原粗米螺屬
原粗米螺屬，或作真粗米螺屬，原是头楯目殼蛞蝓總科（Philinoidea）粗米螺科的一個屬，本被視為粗米螺屬的異名。從2016年起與擬盒螺屬（ Chaban & Kijashko, 2016）獨立出來成為原粗米螺科，改為屬於盒螺總科；粗米螺屬及粗米螺科仍然留在殼蛞蝓總科。

## 物種
WoRMS列出本屬只有一個物種：
- 粗米螺 Eoscaphander fragilis Habe, 1952[6]：見於台灣恆春半島恆春西台地四溝層[10]及東北部大里蝦廠[1]。

以下物種過往曾屬於本屬，但現已被分往其他的屬：
- 長筒粗米螺（學名：Eoscaphander involuta）：是頭楯目粗米螺科盒螺属的一種，分布於台灣，常棲息在淺海沙底[2][3]。
- 筒狀粗米螺（學名：Eoscaphander musashiensis）：是頭楯目粗米螺科原盒螺属的一種，分佈於台灣，常棲息在淺海沙底。

## 參看
- Cylichna magna